# ひなた (プロレスラー)
ひなた（1994年9月17日 - ）は、日本の女子プロレスラー。埼玉県出身。本名は非公開。我闘姑娘に所属していた。あいか、きのことともに小学生レスラーとしてデビュー。2007年4月28日、プロレスを卒業した。2023年7月17日に復帰した。

## 来歴
さくらえみが開いていた体操教室の生徒から選抜された小学生ユニット「さくらえび☆きっず」の初代メンバー。元々はさくらえみの入場に併せて一緒に踊るユニットで、2003年5月11日、横浜アリーナの全日本女子プロレス創立35周年記念大会第一試合が初登場である。
2004年5月5日のNEO女子プロレス・後楽園ホール大会で行われていた我闘姑娘提供試合のスペシャルエキシビジョンに登場。10月31日の我闘姑娘旗揚げ戦・新木場1stRING大会では第5試合のハンディキャップマッチに「さくらえび☆きっず」として登場。ゆうき、あいか、まき（後のきのこ）、松尾永遠と組んで元気美佐恵と戦った。
2005年5月1日の我闘姑娘・板橋グリーンホール大会第4試合でひなたを含むきっず10人とさくらえみが戦うイリミネーションマッチが行われ、最後は高橋李佳がさくらを破り4人残りで勝利。
2005年8月7日の我闘姑娘・北沢タウンホール大会第3試合であいか、きのこと組み、さくらえみ、春日萌花を相手のハンディキャップタッグマッチでデビュー。デビュー時は小学六年生だった。きのこが、ジャックナイフ固めで春日を破り、勝利した。
2006年3月25日の我闘姑娘・新木場1stRING大会「我闘姑娘 プロレス少女達の野望vol.2〜我闘姑娘最強決定戦〜」では、1st Stage全員参加バトルロイヤルで零に場外に落とされて敗れた。
5月5日のNEO女子プロレス・後楽園ホール大会で元気美佐恵がひかりを破り、アイアンマンヘビーメタル級王座を奪取するも、試合後は乱戦となって王座保持者が次々に入れ替わる。途中、さくらえみを破って第232代王者となるも、すぐきのこに敗れ、王座を手放す。
2007年1月、我闘姑娘が解散しアイスリボンへ移籍。3月に旗揚げ戦でのプロレス卒業を発表した。
4月28日、アイスリボン・横浜赤レンガ倉庫ホール大会「Future Star」旗揚げ戦で、あいか、きのこと組みさくらえみ・石井美紀組と対戦。あいかがジャーマン・スープレックスで石井美紀を破って勝利し、あいかとともに引退した。
我闘姑娘時代をともにした元プロレスラーのみなみ飛香とYouTubeチャンネル「るうもすちゃんねる」を開設。
2023年6月17日、アイスリボン・SKIPシティ大会にみなみ飛香と共に姿を見せ、7月17日横浜大会での再デビュー（みなみはアイスリボンに復帰）を発表した。以降はリボン興行に不定期で参戦している。

## 所属
- 我闘姑娘（2005年 - 2007年）
- アイスリボン（2007年）

## 得意技
- 弓矢固め [1]
- 鎌固め[1]
- ぐるぐるパンチ[1]
- ヒッツキ虫
- のんのんハンマー

## タイトル歴
DDTプロレスリング
- 第232代アイアンマンヘビーメタル級王座

## エピソード
- ニックネームは「ぽよんちゃん」。理由は、いつもぽよんとしているからである[2]。

## テレビ出演
- 『大阪ほんわかテレビ』（讀賣テレビ放送）2005年11月20日[7]。
- 『プライスバラエティ ナンボDEなんぼ』（関西テレビ放送）2006年3月18日。

## 雑誌掲載
※プロレス雑誌の試合レポート除く
- 「小学生女子プロレスラー!? さくらえび☆きっずデビュー」、『サイゾー』2005年10月号（2005年9月18日発売）、インフォバーン。
- 「「掟ポルシェの萌え萌え女々苑」第2回女子小学生レスラーズの巻」、『kamipro』No.93（2005年11月19日発売）、エンターブレイン。
- 「「小三アイドルクラブ」さくらえび☆きっず 小学生の女子プロレス選手に密着!」、『小学三年生』2006年1月号（2005年12月1日発売）、小学館。
- 「絶対格闘主義バトリズム(Round59) 女子小・中学生も参戦する人気急上昇女子プロレスを特集!!「我闘姑娘」」、『週刊少年チャンピオン』2006年5月4日(21)号、秋田書店。

## DVD
- ひなた『史上最強中学生女子プロレスラー　ぽよんちゃん　我闘姑娘　ひなた』（DVD）アストロシステムジャパン、2006年5月19日。
- 「我闘姑娘ひなた」（『Lady'sゴング』vol.86（平成18年5月25日発売）付録、日本スポーツ出版社、2005年。